# Строне-Шльонські (гміна Строне-Шльонські)
Строне-Шльонські (пол. Stronie Śląskie, нім. Seitenberg) — село в Польщі, у гміні Строни-Шльонські Клодзького повіту Нижньосілезького воєводства.
Населення — 227 осіб (2011).
У 1975-1998 роках село належало до Валбжиського воєводства.

## Демографія
Демографічна структура станом на 31 березня 2011 року:

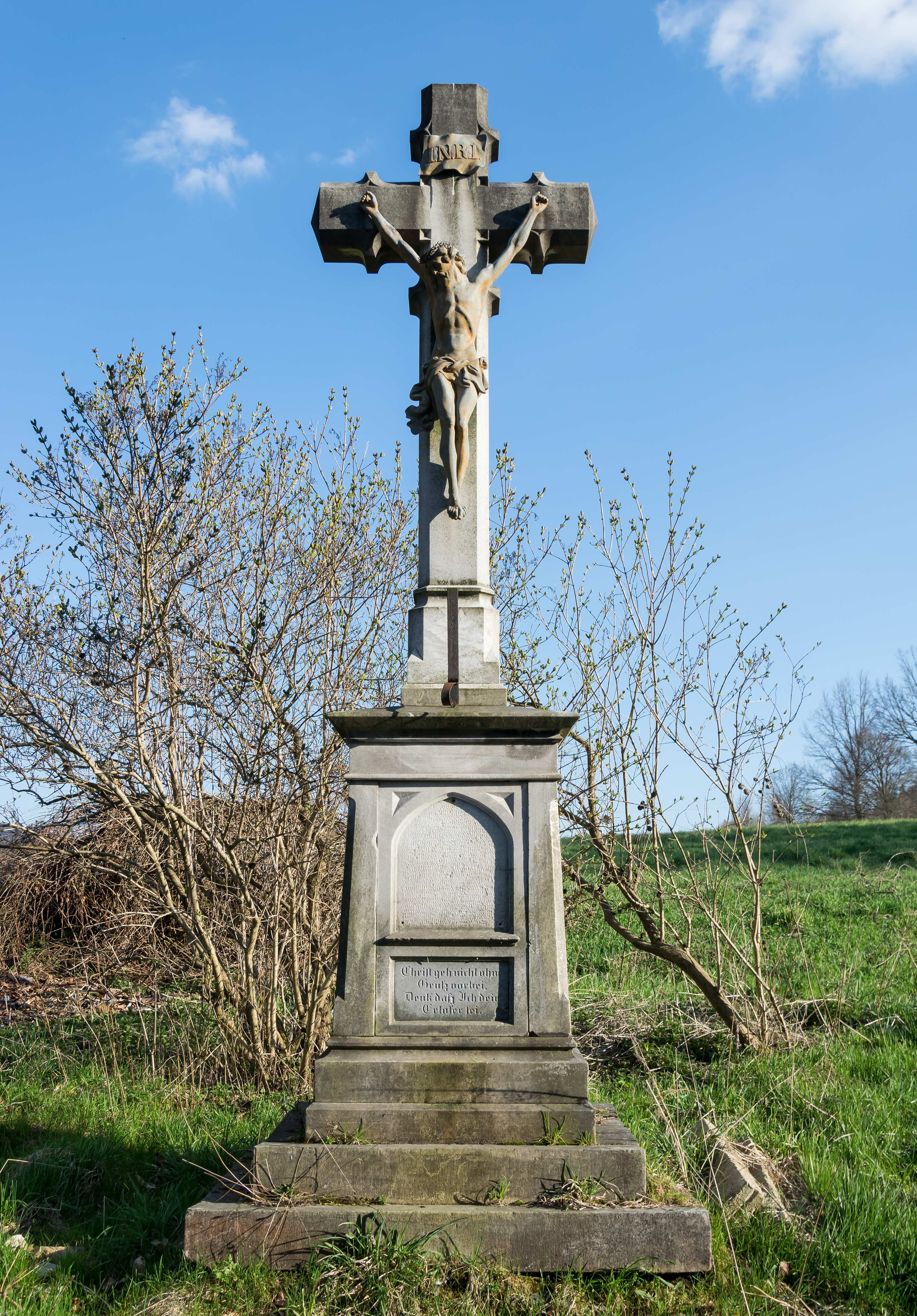

|          | Загалом | Допрацездатний вік | Працездатний вік | Постпрацездатний вік |
| -------- | ------- | ------------------ | ---------------- | -------------------- |
| Чоловіки | 113     | 24                 | 83               | 6                    |
| Жінки    | 114     | 31                 | 54               | 29                   |
| Разом    | 227     | 55                 | 137              | 35                   |